# Liste der Stolpersteine in Florstadt
Die Liste der Stolpersteine in Florstadt enthält die Stolpersteine, die im Rahmen des gleichnamigen Kunst-Projekts von Gunter Demnig in Florstadt verlegt wurden. Mit ihnen soll an die Opfer des Nationalsozialismus erinnert werden, die in Florstadt lebten und wirkten.

## Liste der Stolpersteine
| Name                        | Adresse          | Bild | Inschrift                                                                                            | Verlegedatum | Biografie und Anmerkungen |
| --------------------------- | ---------------- | --- | --- | ------------ | ------------------------- |
| Gerson Halberstadt          | Orlesstraße 12 · | Bild gesucht Der Benutzer GeorgDerReisende ( Diskussion ) wünscht sich an dieser Stelle ein Bild vom Ort mit diesen Koordinaten 50.331881 8.945615 . Motiv: Orlesstraße 12, Stolpersteine für die Familie Halberstadt, die Lage und das Haus Falls du dabei helfen möchtest, erklärt die Anleitung , wie das geht. BW | Hier wohnte Gerson Halberstadt Jg. 1882 'Schutzhaft' 1938 Buchenwald deportiert 1942 Izbica ermordet | 19. Mai 2016 |                           |
| Berta Halberstadt           | Orlesstraße 12 · | Bild gesucht Die Wikipedia wünscht sich an dieser Stelle ein Bild vom hier behandelten Ort. Falls du dabei helfen möchtest, erklärt die Anleitung , wie das geht. BW | Hier wohnte Berta Halberstadt geb. Rothschild Jg. 1879 deportiert 1942 Izbica ermordet               | 19. Mai 2016 |                           |
| Erwin Halberstadt           | Orlesstraße 12 · | Bild gesucht Die Wikipedia wünscht sich an dieser Stelle ein Bild vom hier behandelten Ort. Falls du dabei helfen möchtest, erklärt die Anleitung , wie das geht. BW | Hier wohnte Erwin Halberstadt Jg. 1909 'Schutzhaft' 1938 Buchenwald Flucht 1939 England              | 19. Mai 2016 |                           |
| Recha Halberstadt           | Orlesstraße 12 · | Bild gesucht Die Wikipedia wünscht sich an dieser Stelle ein Bild vom hier behandelten Ort. Falls du dabei helfen möchtest, erklärt die Anleitung , wie das geht. BW | Hier wohnte Recha Halberstadt Jg. 1911 Flucht 1939 England                                           | 19. Mai 2016 |                           |
| Selma Halberstadt           | Orlesstraße 12 · | Bild gesucht Die Wikipedia wünscht sich an dieser Stelle ein Bild vom hier behandelten Ort. Falls du dabei helfen möchtest, erklärt die Anleitung , wie das geht. BW | Hier wohnte Selma Halberstadt Jg. 1912 Flucht 1939 England                                           | 19. Mai 2016 |                           |
| Julius Jakob Halberstadt    | Orlesstraße 12 · | Bild gesucht Die Wikipedia wünscht sich an dieser Stelle ein Bild vom hier behandelten Ort. Falls du dabei helfen möchtest, erklärt die Anleitung , wie das geht. BW | Hier wohnte Julius Jakob Halberstadt Jg. 1914 Flucht 1936 Palästina                                  | 19. Mai 2016 |                           |
| Leopold Eliezer Halberstadt | Orlesstraße 12 · | Bild gesucht Die Wikipedia wünscht sich an dieser Stelle ein Bild vom hier behandelten Ort. Falls du dabei helfen möchtest, erklärt die Anleitung , wie das geht. BW | Hier wohnte Leopold Eliezer Jg. 1914 'Schutzhaft' 1938 Dachau Flucht 1940 Palästina                  | 19. Mai 2016 |                           |
| Irma Halberstadt            | Orlesstraße 12 · | Bild gesucht Die Wikipedia wünscht sich an dieser Stelle ein Bild vom hier behandelten Ort. Falls du dabei helfen möchtest, erklärt die Anleitung , wie das geht. BW | Hier wohnte Irma Halberstadt Jg. 1918 Flucht 1939 England                                            | 19. Mai 2016 |                           |